# Buellia adjuncta
Buellia adjuncta är en lavart som beskrevs av Thore M. Fries 1866. 
Buellia adjuncta ingår i släktet Buellia och familjen Caliciaceae.   Inga underarter finns listade i Catalogue of Life.
I den svenska databasen Dyntaxa används istället namnet Amandinea adjuncta för samma taxon.  Arten har ej påträffats i Sverige.